# Éric Despezelle
Éric Despezelle, (* 28. prosinec 1974 Tours, Francie) je bývalý reprezentant Francie v judu.

## Sportovní kariéra
V olympijském roce 2000 způsobil malou senzaci, když byl na úkor zkušenějšího Dumy nominován na olympijské hry v Sydney. Trenérům se tento risk na neokoukaného borce nevyplatil. Despezel nečekaně prohrál ve druhém kole s Gruzíncem v moldavských barvách Kurgelašvilim. V dalších letech se již v reprezentačním dresu na velkém turnaji neobjevil. Zhruba do roku 2006 objížděl kolotoč světového poháru a následně ukončil sportovní kariéru.

## Výsledky
| Turnaj             | 1999 | 2000 |
| ------------------ | ---- | ---- |
| Olympijské hry     | -    | úč.  |
| Mistrovství Evropy | 7.   | 2.   |